# Долац (село)
Долац (село) је насеље у Србији у општини Бела Паланка у Пиротском округу. Према попису из 2022. било је 43 становника (према попису из 1991. било је 99 становника).
Село се налази у подножју Сврљишких планина са десне стране реке Нишаве.

## Демографија
У насељу Долац (село) живи 42 пунолетних становника, а просечна старост становништва износи 53,2 година (54,0 код мушкараца и 52,4 код жена). У насељу има 19 домаћинства, а просечан број чланова по домаћинству је 2,26.
Ово насеље је углавном насељено Србима (према попису из 2002. године).